# Erik Gustaf Boström

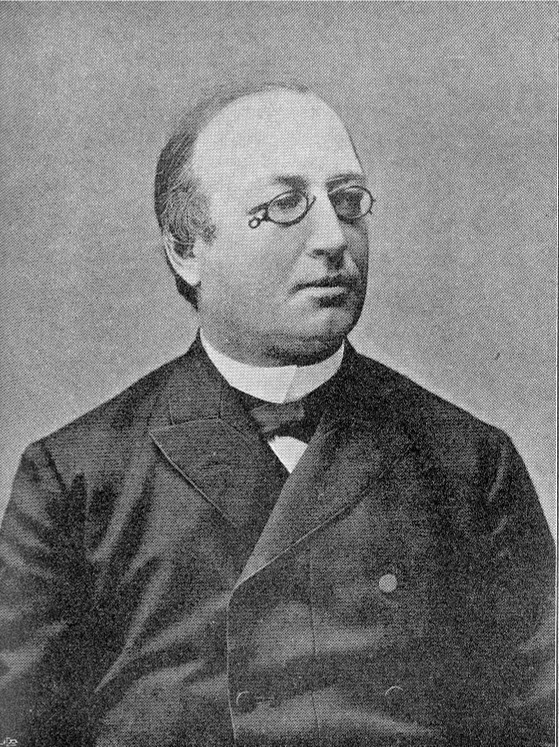
Erik Gustaf Boström

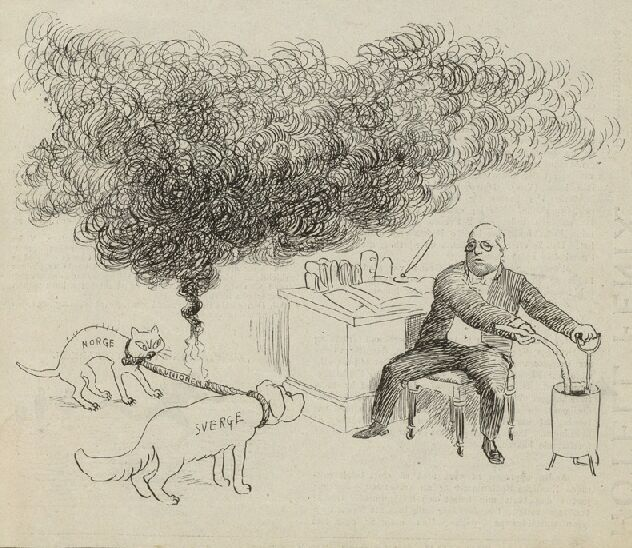
Zeitgenössische Karikatur von Boström zur Konsulatsfrage zwischen Schweden und Norwegen (1905)

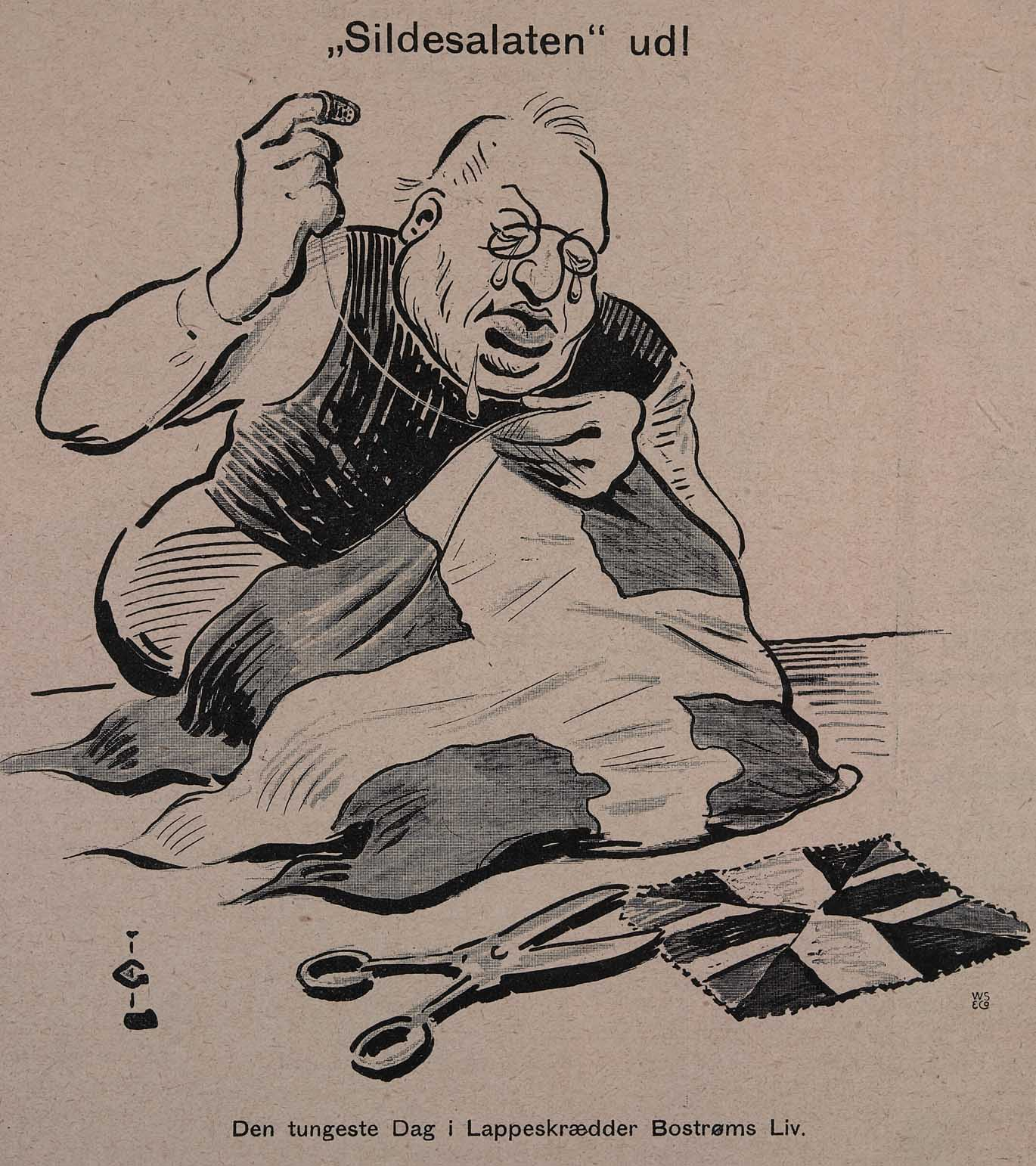
Zeitgenössische Karikatur von Boström zum Handelsflaggenstreit zwischen Schweden und Norwegen (1905)

Erik Gustaf Boström (* 11. Februar 1842 in Stockholm; † 21. Februar 1907 ebenda) war ein schwedischer Politiker und zweimal Ministerpräsident.

## Familie, Studium und berufliche Laufbahn
Boströms Familie war verwandt mit dem Erweckungsprediger und Begründer des Laestadianismus, Lars Levi Læstadius. Sein Großvater nahm jedoch den Familiennamen Boström an. Sein Vater Eric Samuel Boström war Präsident des Bezirksgerichts Stockholm. Sein jüngerer Bruder Filip August Boström war Regierungspräsident der Provinz Södermanland, dessen Sohn Wollmar Boström unter anderem Botschafter in den Vereinigten Staaten und Tennisspieler. Sein Onkel Christopher Jacob Boström war Professor der Philosophie an der Universität Uppsala und hatte maßgeblichen Einfluss auf die Philosophie Schwedens. Eva von Bahr, die Tochter seiner Schwester Elisabeth Boström, war die erste Physikprofessorin Schwedens.
Boström selbst begann 1861 ein Studium an der Universität Uppsala, das er jedoch bereits 1863 nach dem Tode seiner Mutter beenden musste, um den elterlichen Besitz in Östanå zu verwalten, da sein Vater bereits 1854 verstorben war. Als junger Mann wich er der Absolvierung der Wehrpflicht durch die Zahlung einer Freikaufsumme aus. Im Laufe der Zeit wurde er ein erfolgreicher Landwirt.
Durch seine Heirat wurde er 1871 darüber hinaus Schwiegersohn des Richters und Ministers Ludvig Almqvist.

## Politische Laufbahn

### Reichstagsabgeordneter
Boström begann seine politische Laufbahn im Januar 1870 mit der Wahl zum Mitglied des Provinziallandtages von Stockholm, dem er bis 1891 angehörte und deren Vorsitzender er sechs Jahre war. Daneben war er als Landwirt auch Mitglied im Exekutivkomitee der Agrarischen Gesellschaft der Provinz Stockholm.
1875 erfolgte seine Wahl zum Abgeordneten der Zweiten Kammer des Reichstages. Während seiner bis 1893 dauernden Parlamentszugehörigkeit war er einer der führenden Befürworter der Schutzzollpolitik, die er insbesondere als Mitglied des außerordentlichen Haushaltsausschusses und des Bankenausschusses förderte. Von 1887 bis 1890 saß er dem Haushaltsausschuss vor.
Nach seinem Ausscheiden aus der Zweiten Kammer war er von 1893 bis zu seinem Tod als Vertreter des Bezirks Stockholms Abgeordneter der Ersten Kammer.

### Ministerpräsident 1891–1900
Am 10. Juli 1891 wurde er als Nachfolger von Gustaf Åkerhielm von König Oskar II. erstmals zum Ministerpräsidenten ernannt. Zwischen dem 6. November 1894 und dem 15. März 1895 war er darüber hinaus auch Finanzminister.
Der konservative Boström war in staatsrechtlichen Fragen eine unbestrittene Kapazität. Er wollte die Union mit Norwegen bewahren. Doch erklärte sich die schwedische Regierung nicht damit einverstanden, wie von Norwegen geforderte norwegische Gesandte im Ausland einzusetzen. Das sei mit dem Charakter der Union unvereinbar. Auf der Sitzung des Reichstages vom 20. Januar 1892 wurde eine neue Heeresordnung vorgelegt, die jedoch erst nach einigen Änderungen am 23. November angenommen wurde. Danach wurde das Land in sechs Armeebezirke eingeteilt, die Wehrpflicht auf 20 Jahre ausgedehnt und die Übungszeit auf 90 Tage festgesetzt.
Wie in fast allen europäischen Staaten kam es auch in Schweden zu einem Anwachsen der Sozialdemokratie, die man unter der Regierung von Gillis Bildt 1889 durch ein Arbeiterschutzgesetz sowie durch eine Verschärfung des Strafgesetzes zu bekämpfen suchte. Sowohl die Sozialdemokraten als auch radikale Parteien setzten sich für ein allgemeines Wahlrecht ein. Um hierfür zu werben, versammelte sich am 13. März 1893 ein so genannter  «Volksreichstag» in Stockholm, der von allen vom Wahlrecht Ausgeschlossenen gewählt war und Petitionen zur Erreichung des allgemeinen Stimmrechts an Regierung, Parlament und König richtete.
Der König antwortete nicht direkt abweisend, dagegen lehnte er die Forderungen der norwegischen Radikalen ab, die auf eine Auflösung der Union zwischen Schweden und Norwegen gerichtet waren. Dabei erhielt der König Unterstützung von beiden Kammern, die sich mit großen Mehrheiten im April 1893 gegen die norwegischen Forderungen in der Konsulatsfrage aussprachen.
Schließlich sorgte ein Regierungsvorschlag für heftige Debatten, der die Zahl der Abgeordneten endgültig festlegen sollte. Bisher war sie mit der Zunahme an Wählern ebenfalls gestiegen. Durch Beschluss des Reichstages vom 1. März 1894 wuchs die Mitgliederzahl der Ersten Kammer auf 150, die der Zweiten auf 230 (150 Abgeordnete von Städten, 80 vom Lande).
Letzte wichtige Entscheidungen während seiner ersten Amtszeit waren der Beschluss des Reichstages im Jahr 1900, die Stadt Boden wegen ihrer strategisch bedeutsamen Lage durch eine Festung zu sichern. Am 12. September 1900 trat Boström nach Wahl- und Abstimmungsniederlagen zurück.
Nach dem Ende seiner ersten Regierungszeit war er von 1900 bis zu seinem Tod 1907 Vorstandsvorsitzender der Nobelstiftung.

### Ministerpräsident 1902–1905
Am 5. Juli 1902 wurde er vom König als Nachfolger von Fredrik von Otter zum zweiten Mal zum Ministerpräsidenten berufen. Während dieser Amtszeit wurde 1903 die Erzbahn fertiggestellt, die von Südosten nach Nordwesten vom schwedischen Luleå am Bottnischen Meerbusen über die Eisenerzabbaugebiete von Malmberget und Kiruna zum norwegischen Hafen Narvik verläuft.
Seine zweite Amtszeit war jedoch schon bald geprägt von der Krise der Schwedisch-Norwegischen Union. Aus diesem Grund trat er am 13. April 1905 zurück und wurde von Johan Ramstedt abgelöst.

### Universitätskanzler
Nach seinem Rücktritt als Ministerpräsident wurde er 1905 Kanzler der Universitäten Lund und Uppsala. In dieser Funktion bemühte er sich vergeblich um die Aufhebung des Lehrauftrages von Bengt Lidforss, der nicht nur außerordentlicher Professor für Botanik und Biologie an der Universität Lund, sondern auch einer der führenden Köpfe der sozialistischen Bewegung war. Weil ihm der Entzug der Lehrbefugnis nicht gelang, trat er vorübergehend zurück, nahm aber bald darauf sein Amt als Kanzler wieder an und übte es bis zu seinem Tod aus.